# Zbyněk
Zbyněk je mužské křestní jméno slovanského původu. Vzniklo zkrácením slovanského jména Zbyhněv, které lze vysvětlit jako „ten, komu zbavuje hněv“, případně také „posilující hněv“. Jméno bylo oblíbené ve 14. až 17. století a vyskytovalo se zejména mezi rytíři. Podle českého kalendáře má svátek 16. června. Další podobou jest Zbejna.

## Domácké podoby
Zbigy, Zbyněk, Zbynďa, Zbyňa, Zbyněček, Zbynek

## Zahraniční varianty
- Zbynek – slovensky, staročesky
- Zbigniew – polsky
- Zbigniewas – litevsky
- Izbigněv – rusky
- Sbigneus – latinsky
- Zbignêu – portugalsky

## Statistické údaje
Následující tabulka uvádí četnost jména v ČR a pořadí mezi mužskými jmény ve srovnání dvou roků, pro které jsou dostupné údaje MV ČR – lze z ní tedy vysledovat trend v užívání tohoto jména:
| Rok       | Četnost   | Pořadí   |
| 1999      | 13 325    | 56.      |
| 2002      | 13 312    | 57.      |
| Porovnání | o 13 méně | o 1 hůře |
| 2006      | 13 240    | 62.      |
| 2007      | 13 219    | 62.      |

Změna procentního zastoupení tohoto jména mezi žijícími muži v ČR (tj. procentní změna se započítáním celkového úbytku mužů v ČR za sledované tři roky 1999–2002) je +0,6%.

## Známí nositelé jména
- Zbyněk Berka z Dubé a Lipé – 10. arcibiskup pražský, 25. velmistr Křižovníků s červenou hvězdou, kardinál
- Zbigniew Czendlik – polský kněz
- Zbyněk Drda – český zpěvák
- Zbyněk Fišer – (známý jako Egon Bondy) český básník, prozaik a filosof
- Zbyněk Fric – český zpěvák, herec a tanečník
- Zbyněk Havlíček – český surrealistický básník
- Zbyněk Janata – člen odbojové skupiny bratří Mašínů
- Zbyněk Koldovský – český biolog
- Zbyněk Lonský – český veterinář a stomatolog
- Zbyněk Michálek – český hokejista
- Zbyněk Mlčocch – český lékař
- Zbyněk Šír – český vědec
- Zbyněk Terner – český jazzový zpěvák
- Zbyněk Vybíral – český vědec a psycholog
- Zbyněk Zajíc z Hazmburka – pražský arcibiskup
- Zbyněk Zajíc „Zámořský“ z Hazmburka – zakladatelem rodu Zajíců z Hazmburku. vysoký královský úředník, nejvyšší mistr královské komory a nejvyšší číšník
- Zbyněk Žába – český egyptolog